# Emurena quinquepunctata
Emurena quinquepunctata är en fjärilsart som beskrevs av M.Gaede 1928. Emurena quinquepunctata ingår i släktet Emurena och familjen björnspinnare. Inga underarter finns listade i Catalogue of Life.